# Legoland Discovery Centre
Legoland Discovery Centre (neue Standorte auch als Lego Discovery Centre) ist eine internationale Kette von Indoor-Familienattraktionen, die von der britischen Freizeitparkgruppe Merlin Entertainments betrieben wird. Die Zentren sind kleinere, indoorbasierte Versionen der Legoland-Themenparks und bieten das ganze Jahr über Erlebnisse, die von Lego-Spielzeug inspiriert sind. Zu den Attraktionen gehören Lego-Modelle, interaktive Bereiche und Fahrgeschäfte, die speziell für Familien mit Kindern im Alter von 3 bis 10 Jahren konzipiert wurden. Der erste Legoland Discovery Centre eröffnete am 28. März 2007 in Berlin. Heute gibt es Standorte auf der ganzen Welt, unter anderem in Europa, Nordamerika und Asien.

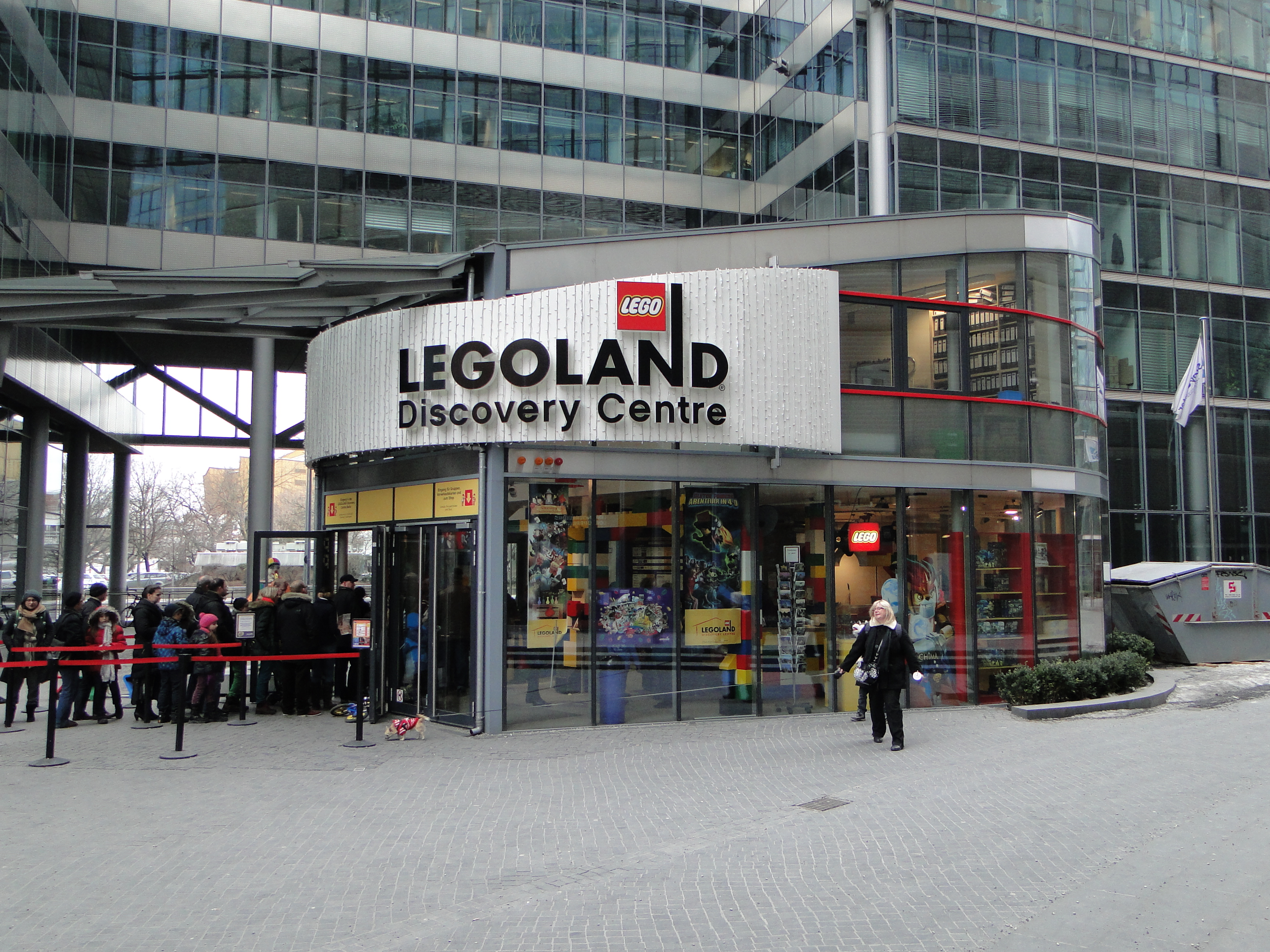
Das erste Legoland Discovery Centre in Berlin.

## Gestaltung
Ein typisches Legoland Discovery Centre erstreckt sich über eine Fläche von etwa 2.790 bis 3.250 Quadratmetern. Ähnlich den größeren Legoland-Themenparks verfügen diese Zentren über ein „Miniland“, in dem lokale Wahrzeichen detailgetreu aus Legosteinen nachgebildet sind. Besucher haben die Möglichkeit, den Herstellungsprozess der Legosteine kennenzulernen oder an Baukursen teilzunehmen, die von einem Master Model Builder geleitet werden. Einige Standorte bieten zudem 4D-Kinos mit täglichen Vorführungen an.
Für Kinder stehen verschiedene Attraktionen zur Verfügung, darunter kleine Fahrgeschäfte, Spielburgen und Kinos. Die Zentren eignen sich auch für die Ausrichtung von Geburtstagsfeiern sowie schulischen und Gruppenveranstaltungen. Zudem gibt es Restaurants und Geschäfte, die Lego-Merchandise anbieten.
Die Hauptzielgruppe der Legoland Discovery Centres sind Familien mit Kindern im Alter von 3 bis 12 Jahren, wobei das durchschnittliche Alter der Besucher bei etwa sieben Jahren liegt. Die Einrichtungen befinden sich häufig in der Nähe anderer familienfreundlicher Attraktionen und gastronomischer Angebote. Ein einzelnes Zentrum kann jährlich zwischen 400.000 und 600.000 Besucher verzeichnen.

## Standorte

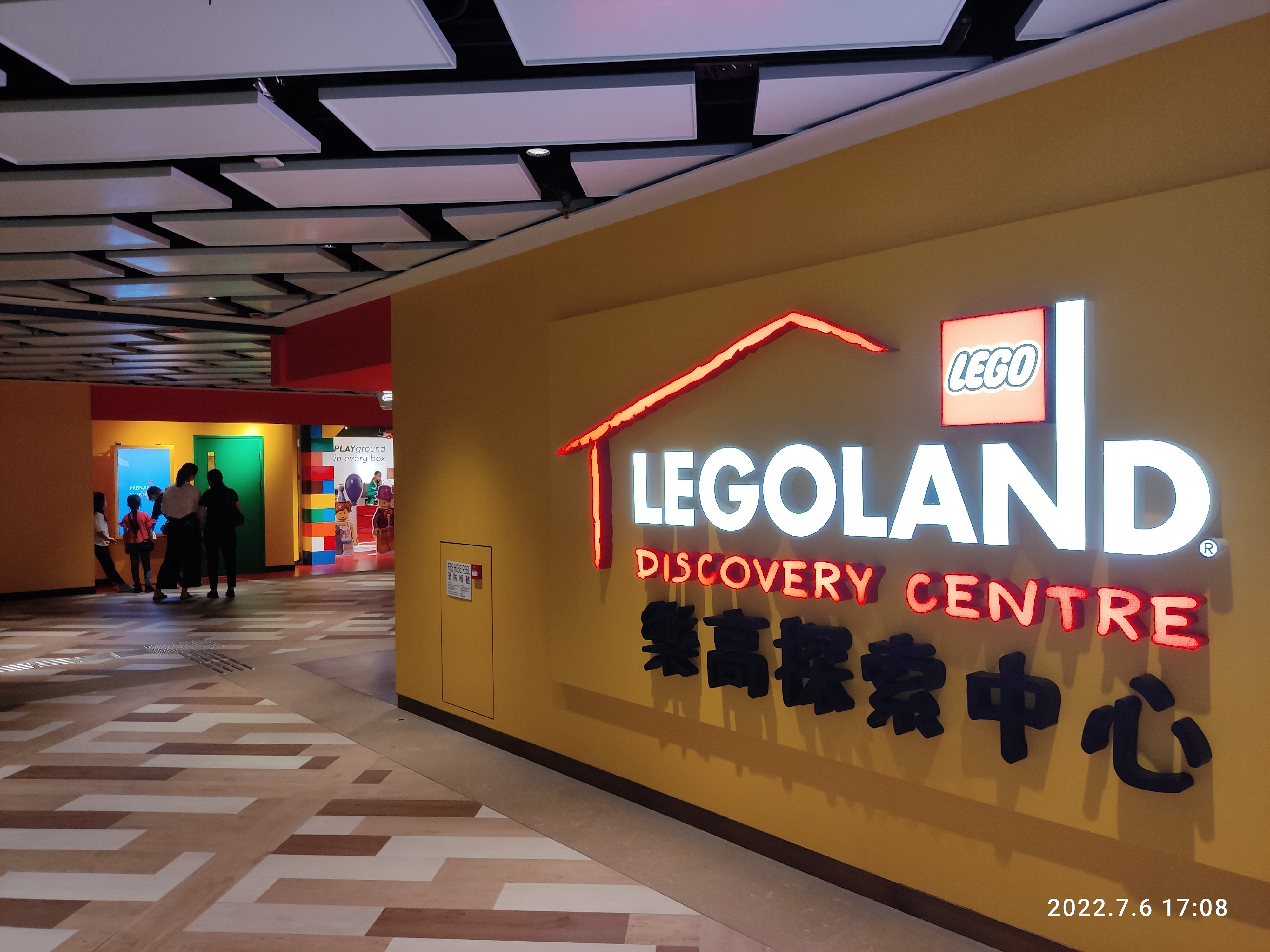
Legoland Discovery Center in Hong Kong

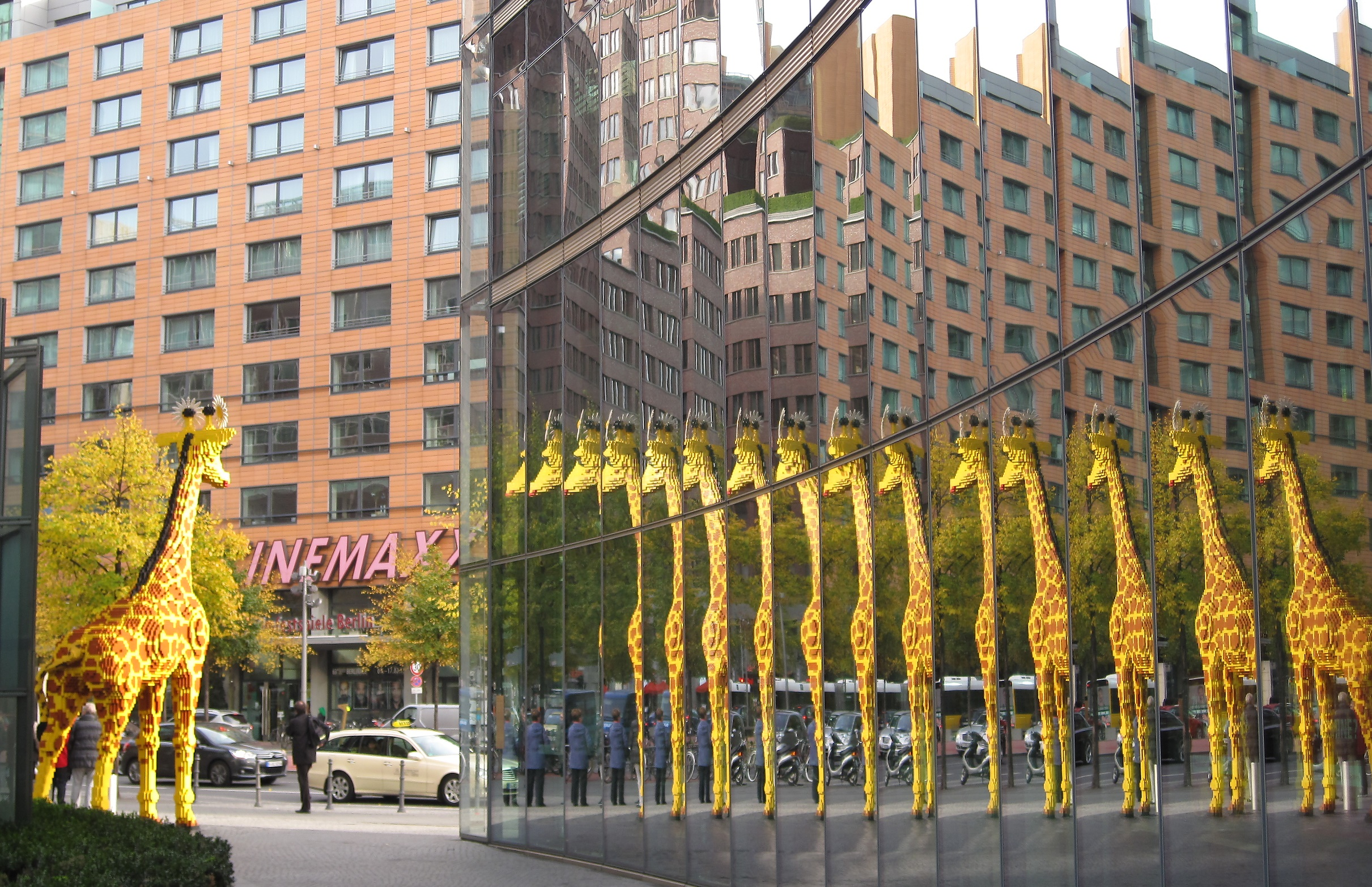
Giraffe am Eingang zum Legoland Discovery Centre Berlin.

### Deutschland
Das erste Legoland Discovery Centre wurde 2007 im Sony Center am Potsdamer Platz in Berlin eröffnet. Ein weiteres befindet sich seit 2013 am Centro Oberhausen. Das 2008 im Duisburger Werhahnmühlenkomplex eröffnete Centre wurde 2012 zugunsten des Standorts in Oberhausen geschlossen.
Im Mai 2021 wurde bestätigt, dass ein weiteres Centre unter dem neuen Namen Lego Discovery Centre in der Hamburger HafenCity entstehen soll. Dieses wurde im Juni 2025 eröffnet.

### Liste aller Standorte
| Standort | Eröffnung                                                                  | Standort | Eröffnung                                                             |
| --- | -------------------------------------------------------------------------- | --- | --------------------------------------------------------------------- |
| Melbourne Brüssel Peking Shanghai Shenyang Berlin Oberhausen Hamburg Hongkong Osaka Tokio Scheveningen Toronto Atlanta Auburn Hills | 2017 2022 2019 2016 2019 2007 2013 2025 2021 2015 2012 2021 2013 2012 2015 | Boston Chicago Columbus (Ohio) Dallas Fort Worth East Rutherford Kansas City Philadelphia Phoenix San Antonio San José Washington, D.C. Yonkers Birmingham Manchester | 2014 2008 2018 2011 2021 2012 2017 2016 2019 2021 2023 2013 2018 2010 |

### Ehemalige Standorte
| Standort                       | Eröffnung      | Schließung     |
| ------------------------------ | -------------- | -------------- |
| Duisburg Mount Hotham Istanbul | 2007 2018 2015 | 2012 2018 2025 |